# Apache Chief
Apache Chief è un film del 1949 diretto da Frank McDonald.
È un western statunitense con Alan Curtis, Tom Neal e Russell Hayden.

## Produzione
Il film, diretto da Frank McDonald su una sceneggiatura e un soggetto di George D. Green e Leonard S. Picker, fu prodotto da Leonard S. Picker per la Lippert Productions e girato nel ranch di Corriganville a Simi Valley, California, nel Walker Ranch a Newhall, California, da fine luglio all'inizio di agosto 1949. La fotografia adottò la Garutso Balanced Lens, un tipo particolare di lente che creava una sorta di effetto in 3-D.

## Distribuzione
Il film fu distribuito negli Stati Uniti dal 4 novembre 1949 al cinema dalla Screen Guild Productions. È stato distribuito anche in Germania Ovest con il titolo Adlerauge, der tapfere Sioux.

## Promozione
Le tagline sono:
- Filmed in savage fury... against new, exciting, natural backgrounds with a cast of HUNDREDS!
- Filmed with the new Garutso lens for 3-DIMENSIONAL effect!
- KILL... KILL... KILLL... WAS THE APACHES' WAR CRY IN THEIR LAST BATTLE FOR SURVIVAL!
- ADVENTURE! SPECTACLE! THRILLS!
- Redskin vs Redskin!